# Кајвил (Канзас)
Кајвил (енгл. Coyville) град је у америчкој савезној држави Канзас.

## Демографија
По попису из 2010. године број становника је 46, што је 25 (-35,2%) становника мање него 2000. године.
| Група             | 2000.      | 2010.      |
| Белци             | 70 (98,6%) | 36 (78,3%) |
| Афроамериканци    | 0 (0,0%)   | 0 (0,0%)   |
| Азијати           | 0 (0,0%)   | 0 (0,0%)   |
| Хиспаноамериканци | 0 (0,0%)   | 1 (2,2%)   |
| Укупно            | 71         | 46         |